# Jane Hallaren
Jane Hallaren, née le 1er août 1935 aux États-Unis, est une actrice américaine.

## Filmographie

### Cinéma
- 1980 : Hero at Large (en) de Martin Davidson : Gloria Preston
- 1981 : Modern Romance (en) d'Albert Brooks : Ellen
- 1981 : La Fièvre au corps (Body Heat) de Lawrence Kasdan : Stella
- 1983 : Lianna de John Sayles : Ruth
- 1984 : Faut pas en faire un drame (Unfaithfully Yours) de Howard Zieff : Janet
- 1988 : Jimmy Reardon de William Richert : Faye Reardon
- 1989 : Le Carrefour des innocents (Lost Angels) de Hugh Hudson : Grace Willig
- 1991 : My Girl d'Howard Zieff : la nurse Randall

### Télévision
- 1983 : Rita Hayworth: The Love Goddess (en) (téléfilm) de James Goldstone : Virginia Van Upp
- 1984 : The Paper Chase (en) (série télévisée) : la juge
- 1985 : Simon & Simon (série télévisée) : Mrs. Glass
- 1985 : Stark (téléfilm) : la juge Margaret
- 1987 : Santa Barbara (série télévisée) : la nurse
- 1988 : Matlock (série télévisée) : Laura Frazier
- 1989 : Clair de lune (série télévisée) (Moonlighting) (série télévisée) : Lydia Budroe Kraft
- 1992 : Melrose Place (série télévisée) : la conseillère
- 1992-1993 : Guerres privées (Civil Wars) (série télévisée)
- 1994 : La Loi de Los Angeles (L.A. Law) (série télévisée) : un témoin
- 1997 : Papa bricole (Home Improvement) (série télévisée) : la réceptionniste